# Breitenauer Hof

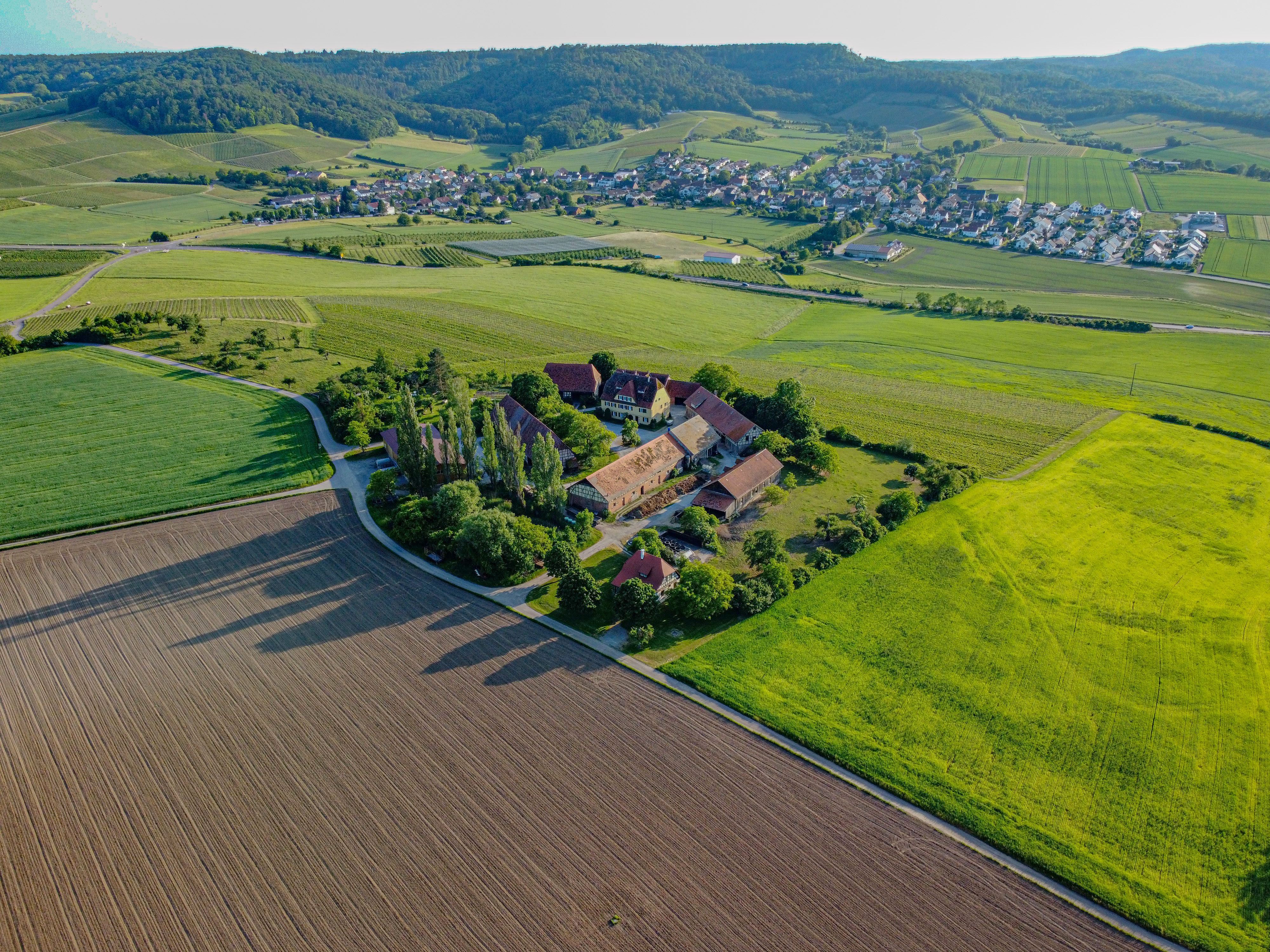
Luftaufnahme des Breitenauer Hofs

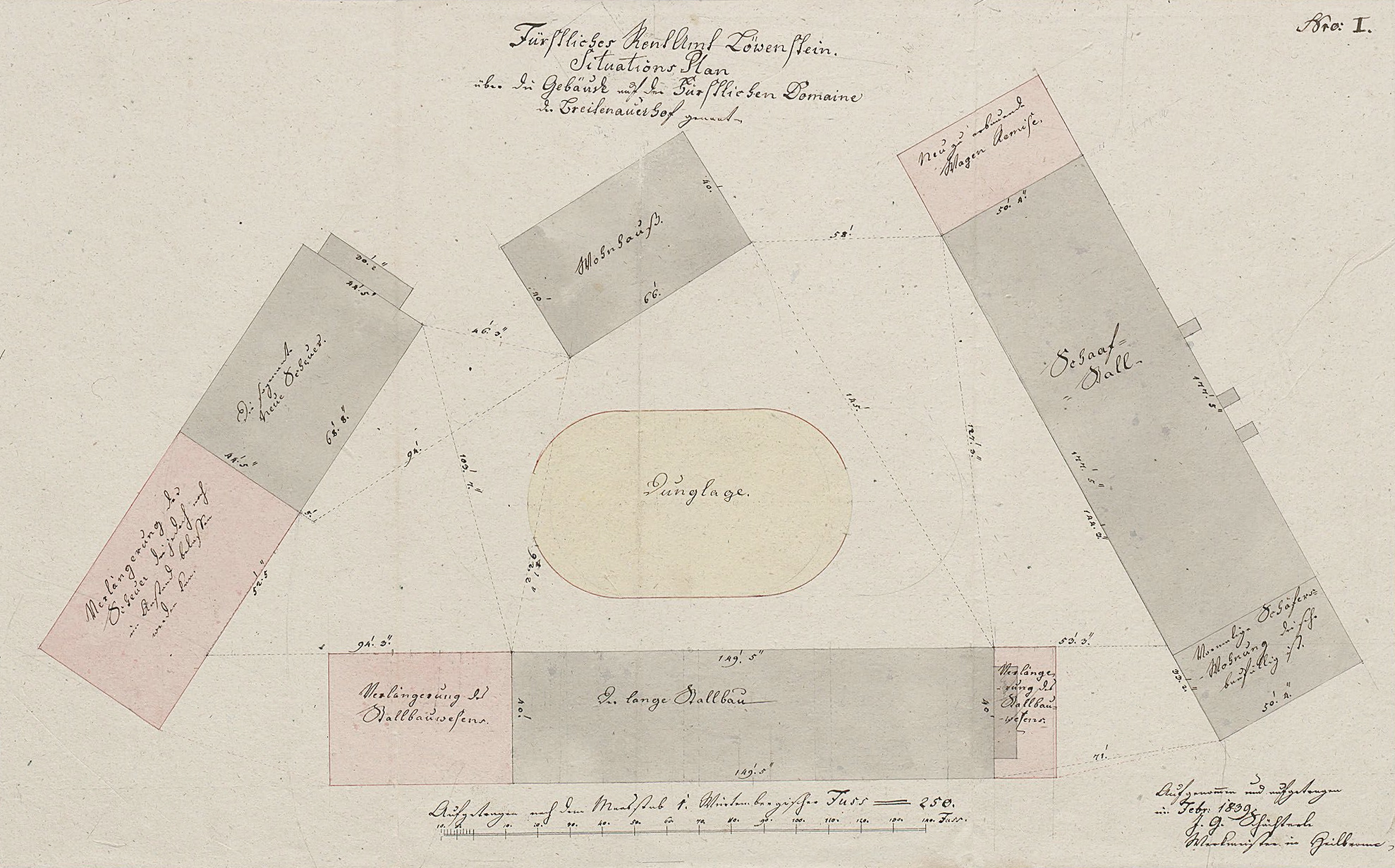
Situationsplan der Gebäude 1839, erstellt von Werkmeister J. G. Schächterle in Heilbronn

Der Breitenauer Hof ist ein Hofgut auf Gemarkung der Stadt Löwenstein im Landkreis Heilbronn im nördlichen Baden-Württemberg.

## Geschichte
Der Hof gehörte ursprünglich dem Johanniterorden und kam 1428 durch Kauf des Georg von Löwenstein in den Besitz der Grafen von Löwenstein. 1541 war Graf Wolfgang Besitzer des Hofes, 1571 kam der Hof an die Brüder Graf Ludwig III. (1530–1611) und Graf Albrecht (1536–1587). Auf dem Hof wurde insbesondere Schafhaltung betrieben; der Pächter des Hofes hatte das Schäfereirecht für die gesamte Markung inne. Während des Dreißigjährigen Krieges lag der Hof 1641 wüst. Im späten 17. und 18. Jahrhundert war das so genannte Meisterhäuschen des Hofes Wohnstatt der Löwensteiner Scharfrichter, denen die Wohnung innerhalb der Stadtmauern versagt war. 1873 wurde das Schäfereirecht abgelöst. 1893 war der Hof fürstliche Domäne, die zugehörigen Ländereien umfassten 85 Hektar, der Hof hatte 32 Bewohner, darunter die große Familie des Pächters Christian Hege. 1975 bis 1980 wurde in der Nähe des Hofes der Breitenauer See angelegt, der seinen Namen von dem Hofgut erhielt. Heute gehört der Hof dem Landkreis Heilbronn, die Hofpächter bewirtschaften neben neun Hektar Weinbergen ca. 120 Hektar Grün- und Ackerland.